# Реституционная монета
Реституционный денарий императора Траяна
Реституцио́нная моне́та (от лат. restituere — «восстанавливать») — монета, изображения на которой точно или приблизительно повторяют изображения на более ранних монетах и содержащая указания на этот факт.
Реституционные монеты неоднократно чеканились при древенеримских императорах, в том числе при Тите Флавии Веспасиане (79 — 81 года), Тите Флавии Домициане (81 — 96 года), Марке Ульпии Нерве Траяне (98 — 117 года). В качестве примера можно привести денарий императора Траяна (справа), повторяющий денарий монетария Публия Корнелия Лентула Марцеллина, датируемый серединой I века до н. э., но с новой круговой легендой и надписью «REST»(ituit).